# Eleição municipal de Pelotas em 2000
A Eleição municipal de Pelotas em 2000 ocorreu em 1 de outubro, em primeiro turno, e em 29 de outubro do mesmo ano, para a eleição de um prefeito, um vice-prefeito e mais 21 vereadores. Foram seis candidatos que concorriam para Prefeito da cidade. Ocorreram as eleições para renovar as cadeiras da câmara municipal.
No segundo turno, foi disputado pelos candidatos: Fernando Marroni do PT e Leila Fetter do PPB. Fernando ganhou as eleições com cerca de 52% dos voto, e governou a cidade pelo período de 1º de janeiro de 2001 a 31 de dezembro de 2004. 
Nesta eleição houve 181.886 de votos válidos, 3.996 de votos brancos e 5.222 de votos nulos.
Entre os vereadores eleitos, o mais votado foi Pedrinho do PMDB com 3.925 votos, o segundo mais votado foi Adalim Medeiros também do PMDB, com 3.388 votos.

## Candidatos
|  | Nº | Candidato(a) a prefeito | Candidato(a) a prefeito                                   | Candidato(a) a vice-prefeito | Candidato(a) a vice-prefeito                             | Coligação |
|  | -- | ----------------------- | --------------------------------------------------------- | ---------------------------- | -------------------------------------------------------- | --- |
|  | 45 |                         | Alexandre Britto (PSDB) Alexandre Paulo Machado de Britto |                              | Jandir Barreto e Silva (PSDB) Jandir Barreto e Silva     | Partido não coligado - Partido da Social Democracia Brasileira (PSDB)                                                                                                   |
|  | 12 |                         | Anselmo Rodrigues (PDT) José Anselmo Rodrigues            |                              | Cláudio Mendes (PDT) Cláudio da Silva Mendes             | Partido não coligado - Partido Democrático Trabalhista (PDT) |
|  | 13 |                         | Fernando Marroni (PT) Fernando Stephan Marroni            |                              | Mário Luiz Fernandes (PSB) Mário Luiz Fernandes Medeiros | "Frente Popular" - Partido dos Trabalhadores (PT) - Partido Socialista Brasileiro (PSB) - Partido Comunista do Brasil (PCdoB) - Partido Comunista Brasileiro (PCB)      |
|  | 11 |                         | Leila Fetter (PPB) Leila Maria Wulff Fetter               |                              | Valnei Tavares (PTB) Valnei Tavares da Silva             | "Um Novo Tempo" - Partido Progressista Brasileiro (PPB) - Partido da Frente Liberal (PFL) - Partido Trabalhista Brasileiro (PTB) - Partido Liberal (PL)                 |
|  | 23 |                         | Luís Marques (PPS) Luís Roberto Saraiva Marques           |                              | Elton da Costa (PPS) Elton Furtado da Costa              | "PPS-PHS-PTN-PST" - Partido Popular Socialista (PPS) - Partido Humanista da Solidariedade (PHS) - Partido Trabalhista Nacional (PTN) - Partido Social Trabalhista (PST) |
|  | 15 |                         | Nelson Filho (PMDB) Nelson Harter Filho                   |                              | Lélio Souza (PMDB) Lélio Miguel Antunes de Souza         | "PMDB-PTdoB" - Partido do Movimento Democrático Brasileiro (PMDB) - Partido Trabalhista do Brasil (PTdoB)                                                               |
|  | 43 |                         | Nelson Ribeiro (PV) Nelson Pires Ribeiro                  |                              | Darci Rodrigues (PV) Darci Rodrigues da Silva            | Partido não coligado - Partido Verde (PV) |

## Eleições
| Candidato(a)            | Vice                          | 1º Turno 1 de outubro de 2000 | 1º Turno 1 de outubro de 2000 | 2º Turno 29 de outubro de 2000 | 2º Turno 29 de outubro de 2000 |
| Candidato(a)            | Vice                          | Votação                       | Votação                       | Votação                        | Votação                        |
| Candidato(a)            | Vice                          | Total                         | Porcentagem                   | Total                          | Porcentagem                    |
| ----------------------- | ----------------------------- | ----------------------------- | ----------------------------- | ------------------------------ | ------------------------------ |
| Fernando Marroni (PT)   | Mário Luiz Fernandes (PSB)    | 52.080                        | 28,63%                        | 94.953                         | 52,94%                         |
| Leila Fetter (PPB)      | Valnei Tavares (PTB)          | 48.696                        | 26,78%                        | 84.420                         | 47,06%                         |
| Nelson Filho (PMDB)     | Lélio Souza (PMDB)            | 36.600                        | 20,12%                        |                                |                                |
| Anselmo Rodrigues (PDT) | Cláudio Mendes (PDT)          | 29.147                        | 16,03%                        |                                |                                |
| Alexandre Britto (PSDB) | Jandir Barreto e Silva (PSDB) | 11.521                        | 6,33%                         |                                |                                |
| Luis Marques (PPS)      | Elton da Costa (PPS)          | 2.749                         | 1,51%                         |                                |                                |
| Nelson Ribeiro (PV)     | Darci Rodrigues (PV)          | 1.093                         | 0,60%                         |                                |                                |
| Total de votos válidos  | Total de votos válidos        | 181.886                       | 100,00%                       | 179.373                        | 100,00%                        |
| Votos apurados          |                               |                               |                               |                                |                                |
| Votos válidos           | Votos válidos                 | 181.886                       | 95,18%                        | 179.373                        | 94,83%                         |
| Votos em branco         | Votos em branco               | 3.996                         | 2,09%                         | 5,498                          | 2,91%                          |
| Votos nulos             | Votos nulos                   | 5.222                         | 2,73%                         | 4.274                          | 2,26%                          |
| Total de votos apurados | Total de votos apurados       | 191.104                       | 100,00%                       | 189.145                        | 100,00%                        |
| Eleitores               |                               |                               |                               |                                |                                |
| Comparecimento          | Comparecimento                | 191.104                       | 87,27%                        | 189.145                        | 86,38%                         |
| Abstenções              | Abstenções                    | 27.863                        | 12,72%                        | 29.822                         | 13,62%                         |
| Total de eleitores      | Total de eleitores            | 218.967                       | 100,00%                       | 218.967                        | 100,00%                        |

## Vereadores

### Resumo
| Resumo (por coligação e partido)    | Resumo (por coligação e partido)    | Resumo (por coligação e partido) | Resumo (por coligação e partido) | Resumo (por coligação e partido) | Resumo (por coligação e partido) |
| Coligações / Partidos Independentes | Coligações / Partidos Independentes | Votos                            | %                                | Vereadores                       | Vereadores                       |
| ----------------------------------- | ----------------------------------- | -------------------------------- | -------------------------------- | -------------------------------- | -------------------------------- |
|                                     | PPB / PL                            | 34.053                           | 18,7 / 100,0                     | 4 / 21                           | —                                |
| PPB                                 | 31.399                              | 17,3 / 100,0                     | 3 / 21                           | 0                                |                                  |
| PL                                  | 2.654                               | 1,5 / 100,0                      | 1 / 21                           | 1                                |                                  |
|                                     | Frente Popular (PT / PCdoB)         | 29.072                           | 20,0 / 100,0                     | 4 / 21                           | —                                |
| PT                                  | 27.902                              | 15,4 / 100,0                     | 4 / 21                           | 0                                |                                  |
| PCdoB                               | 1.170                               | 0,6 / 100,0                      | 0 / 21                           | 1                                |                                  |
|                                     | PDT                                 | 26.348                           | 14,5 / 100,0                     | 3 / 21                           | 0                                |
|                                     | PMDB                                | 24.651                           | 13,6 / 100,0                     | 3 / 21                           | 0                                |
|                                     | PFL                                 | 16.002                           | 8,8 / 100,0                      | 2 / 21                           | 0                                |
|                                     | PSB                                 | 15.030                           | 8,3 / 100,0                      | 2 / 21                           | 1                                |
|                                     | PTB                                 | 12.561                           | 6,9 / 100,0                      | 1 / 21                           | 1                                |
|                                     | PTdoB                               | 9.779                            | 5,4 / 100,0                      | 1 / 21                           | 1                                |
|                                     | PSDB                                | 8.901                            | 4,9 / 100,0                      | 1 / 21                           | 1                                |
|                                     | PPS                                 | 4.037                            | 2,2 / 100,0                      | 0 / 21                           | 0                                |
|                                     | PV                                  | 1.249                            | 0,7 / 100,0                      | 0 / 21                           | 0                                |
| Votos válidos                       | Votos válidos                       | 181.683                          | 100,0 / 100,0                    | 21 / 21                          | 6                                |
| Quociente eleitoral                 | Quociente eleitoral                 | 8.651,6                          |                                  |                                  |                                  |

| Candidato           | Votos | % válidos | Situação         |
| ------------------- | ----- | --------- | ---------------- |
| Pedrinho            | 3.925 | 2,16      | Eleito           |
| Adalim Medeiros     | 3.388 | 1,86      | Eleito           |
| Ivan Duarte         | 3.308 | 1,82      | Eleito           |
| Miriam Marroni      | 3.167 | 1,74      | Eleito           |
| Pastor Adelar Bayer | 2.934 | 1,61      | Eleito           |
| Dila                | 2.834 | 1,56      | Eleito           |
| Mansur Macluf       | 2.597 | 1,43      | Eleito           |
| Michel Halal        | 2.453 | 1,35      | Eleito           |
| Júlio Honório       | 2.364 | 1,30      | Eleito           |
| Idemar Barz         | 2.124 | 1,17      | Eleito           |
| Gilberto Cunha      | 1.799 | 0.99      | Eleito           |
| Pastora Ieda        | 1.794 | 0,99      | Eleito           |
| Jones Maschio       | 1,787 | 0,98      | Eleito           |
| Miltinho            | 1.637 | 0,90      | Eleito           |
| Bete Rodrigues      | 1.596 | 0,88      | Eleito           |
| Mattozo             | 1.512 | 0,83      | Eleito           |
| Ademar Ornel        | 2.285 | 1,26      | Eleito por média |
| Otávio Soares       | 1.775 | 0,98      | Eleito por média |
| Jacira Porto        | 1.568 | 0,86      | Eleito por média |
| Eduardo Abreu       | 1.381 | 0,79      | Eleito por média |
| Jesus David         | 1.255 | 0,69      | Eleito por média |

| Nome                    | Votos |
| Carlos A. Marini        | 1.539 |
| Moreci Castro           | 1.513 |
| Luiz Brandão            | 1.404 |
| Luiz Henrique Janelli   | 1.325 |
| Osni Pinto              | 1.216 |
| Rubens Ávila            | 1.113 |
| Jairo Góes              | 977   |
| Sérgio Souza Soares     | 971   |
| Velocino Cardoso        | 931   |
| Cléo                    | 795   |
| Santa                   | 729   |
| Erenice                 | 577   |
| Antônio Viana Pinho     | 529   |
| Sacramento              | 514   |
| Faustino Pedrotti       | 453   |
| Delamar Ruiz            | 337   |
| Major Valdoir           | 333   |
| Professora Mônica       | 244   |
| Diones Gonçalves        | 162   |
| César C. Camacho        | 157   |
| Emerson Cardoso         | 117   |
| Senhorinha de Fátima    | 89    |
| Alberto da Silva        | 88    |
| Lizá                    | 79    |
| Dadá                    | 71    |
| Elísia Elaine Rodrigues | 5     |

| Legenda               | Votos |
| Votos na Legenda: PDT | 4.573 |

| Nome                     | Votos |
| DIOSMA                   | 2.256 |
| BETH MARQUES DIAS        | 1.242 |
| NENE                     | 1.135 |
| ORACIO                   | 956   |
| GILBERTO CALDEIRA        | 710   |
| JOÃO CARLOS KNOPP        | 424   |
| ALIPIO                   | 421   |
| ALCY MORAES              | 409   |
| SERGIO ALMADA            | 365   |
| PAULISTA                 | 362   |
| FERNANDO LEITZKE         | 333   |
| SANDRA GULARTE           | 242   |
| ISAIR                    | 222   |
| DELCIO MENDES            | 217   |
| BIKEKA                   | 210   |
| RABIKÓ                   | 204   |
| TIA ROSA                 | 202   |
| GILBERTO KAISER          | 185   |
| PAIVA                    | 168   |
| MODESTO PERES            | 148   |
| Professor Carlos Andrade | 134   |
| KIRA                     | 133   |
| MALHÃO                   | 87    |
| PAULO SANTOS             | 72    |
| LEVY                     | 66    |
| LAILA HILLAL             | 32    |

| Legenda               | Votos |
| Votos na Legenda: PFL | 418   |

| Nome                         | Votos |
| ZILDA BURKLE                 | 1.099 |
| DR. WOLNI SILVA              | 1.051 |
| OSMAR ANDRADE                | 848   |
| JOÃO SIGNORINI ALVES         | 776   |
| RAULINO CARDOSO              | 711   |
| Major Florêncio Castelhano   | 681   |
| JOÃO OURIQUES BOTELHO        | 626   |
| JADER RODRIGUES PRESTES      | 616   |
| OSMAR PORTO                  | 605   |
| JORGE LUIZ BERNEIRA DANDA    | 560   |
| JOÃO ROSINHA                 | 544   |
| MARIA ACOSTA PREMERLI        | 504   |
| NELCEU DOS SANTOS DORO       | 468   |
| OTAVIANO CUNHA               | 383   |
| ROBERTO FRATE MARTINS        | 368   |
| Gilson Brasil Rodrigues Lobo | 353   |
| Maria da Glória Fouchy Lopes | 318   |
| ARIOVALDO PEREIRA ORTIZ      | 262   |
| SILÁ BARCELOS                | 170   |
| CARDOSO SANTOS               | 155   |
| ANA MARIA VERLI DA SILVEIRA  | 147   |
| KELMA SILVEIRA NUNES         | 141   |
| Vera Martina Peres Caramão   | 107   |
| NORBERTO MULLER              | 85    |
| SONI IRIBERTO DA SILVA       | 84    |
| CELMA LEACI BORGES SOARES    | 57    |

| Legenda                | Votos |
| Votos na Legenda: PMDB | 4.364 |

| Nome                           | Votos |
| CHIM                           | 1.457 |
| DR ELIO                        | 1.370 |
| SELISTER                       | 1.316 |
| DR. ARMAN BORGES               | 1.291 |
| OCTÁVIO BESKOW                 | 1.278 |
| NEKAIO                         | 1.114 |
| SAMARONE                       | 1.034 |
| JOSÉ SALOMÃO                   | 970   |
| WILSON KARNOPP                 | 878   |
| ZÉ ALBUQUERQUE                 | 872   |
| JORGE CALDEIRA                 | 847   |
| CLÁUDIA FERNANDA B OLIVEIRA    | 750   |
| SAMUEL WALL                    | 714   |
| HILDA DIAS                     | 563   |
| BRIÃO                          | 521   |
| ARIANO PAULO SIQUEIRA          | 514   |
| CELANIRO                       | 509   |
| JOSE ANTONIO SAN JUAN CATTANEO | 503   |
| PROFESSOR RICARDINHO           | 498   |
| HAIDE MORAES JAECKEL           | 452   |
| ARNALDO GERMANO ETCHALUS       | 430   |
| MARCIONILO MENA                | 364   |
| FERNANDA                       | 341   |
| CARRIL                         | 332   |
| BETE                           | 315   |
| AMADELINA                      | 225   |
| SÉRGIO OLIVEIRA                | 220   |
| SÔNIA                          | 200   |
| ANTONIO CARLOS PIRES SOUZA     | 170   |
| JOSÉ LUIZ                      | 153   |
| ASSIS BRASIL SILVEIRA          | 152   |
| SANDRO ALVES                   | 147   |
| DINAH SILVEIRA                 | 83    |
| TANIA MARA                     | 46    |
| VAVA                           | 1     |

| Legenda               | Votos |
| Votos na Legenda: PPB | 4.641 |
| Votos na Legenda: PL  | 163   |
| Total na legenda:     | 4.804 |

| Nome                      | Votos |
| DJAIR GARCIA              | 1.228 |
| PROFESSOR MARCUS CUNHA    | 1.088 |
| TERESA CUNHA DO COTIDIANO | 1.038 |
| CAIO                      | 996   |
| CABO OSÓRIO               | 887   |
| DARCY PINO                | 744   |
| ROMAR GAETA               | 621   |
| NADIR BENEDITO            | 480   |
| SÉRGIO CORREA             | 436   |
| PLINIO                    | 395   |
| CELIA                     | 389   |
| MALU                      | 368   |
| ROGÉRIO ARAUJO DE SALAZAR | 297   |
| COPAS                     | 283   |
| HERMES DA ROSA            | 267   |
| SOLISMAR                  | 266   |
| GETULIO ALLAN             | 247   |
| MATHIAS                   | 244   |
| CARLOS DIAS               | 197   |
| JUSSARA KRUGER            | 195   |
| JORGE IGUASSÚ             | 193   |
| Clarice Terra Wetzel      | 183   |
| TERESINHA                 | 173   |
| COLMAR RIBEIRO            | 164   |
| EDISON SOUZA              | 159   |
| LOURDES NOBRE             | 115   |
| MARIA IVONE FARIAS        | 109   |
| ADÃO CHOLLET              | 108   |

| Legenda               | Votos |
| Votos na Legenda: PSB | 267   |

| Nome                   | Votos |
| CLARINDO FILHO         | 976   |
| ELGOMAR                | 931   |
| EZIO MOREIRA           | 825   |
| BEBETO ROSA            | 794   |
| JULIO RUZICKI          | 548   |
| FLAVIO SOUZA           | 289   |
| OLAVO RODRIGUES        | 283   |
| ONELLY MOREIRA         | 217   |
| Valmir Fuentes Cacequi | 194   |
| ARIEL FONSECA          | 174   |
| TAVARES                | 163   |
| JULIO BASTOS           | 122   |
| NARA HORTA             | 100   |
| JOSÉ DA SILVA          | 95    |
| GIUSTI                 | 85    |
| ANGELA TRINDADE        | 44    |
| PAULO LIMA SILVA       | 31    |
| SOLISMAR ARMESTO       | 30    |

| Legenda                | Votos |
| Votos na Legenda: PSDB | 1.201 |

| Nome                          | Votos |
| LAIR DE MATTOS                | 1.207 |
| DIARONI                       | 1.039 |
| CIRO                          | 774   |
| LUCIANO LUZ DE LIMA           | 739   |
| TIO ZÉ                        | 685   |
| GILNEI OLIVEIRA               | 641   |
| ADEMIR                        | 638   |
| PAULO TORIBIO                 | 620   |
| SERGIO                        | 592   |
| CONSUELO                      | 535   |
| JUSSARA DOMINGUES             | 509   |
| NEIMAR LIMA                   | 509   |
| FLAVIO BARBOZA ZERÃO          | 495   |
| ERNESTINA                     | 470   |
| DORIS COUTO                   | 433   |
| JOÃO MARTINS                  | 395   |
| Alberto Luiz Rivarol da Costa | 385   |
| LACERDA                       | 374   |
| SCHIAVON                      | 317   |
| EDIL RICKES                   | 297   |
| NOGA                          | 288   |
| SEU ZÉ                        | 238   |
| JOEDISSON                     | 230   |
| GRANADA                       | 217   |
| JOSE CRIZEL                   | 207   |
| EDERSON SILVA                 | 192   |
| HERMOGENES                    | 105   |

| Legenda                   | Votos |
| Votos na Legenda: PT      | 6.192 |
| Votos na Legenda: PC do B | 69    |
| Total na legenda:         | 6.261 |

| Nome                      | Votos |
| JOSÉ SIZENANDO            | 1.165 |
| GILSON MARON              | 973   |
| MARINO MENNA              | 689   |
| VALDOMIRO                 | 561   |
| CELSO CARDOSO             | 473   |
| GETULIO DA CUNHA GARCIA   | 380   |
| PROFESSOR ONOFRE          | 341   |
| COSTA                     | 334   |
| DARCI DE SOUZA LEAL       | 288   |
| HUMBERTO                  | 277   |
| FERNANDINHO               | 238   |
| JOSÉ CHAGAS               | 227   |
| IANY                      | 194   |
| COLMAR FONSECA            | 174   |
| RICARDO SACCO             | 146   |
| ANTONIO CARLOS CALEIRO    | 119   |
| MAURO VIVALDI ORENGO      | 74    |
| CARMEM TERESINHA FERREIRA | 72    |
| ROGÉRIO MATTOSO           | 8     |

| Legenda                   | Votos |
| Votos na Legenda: PT do B | 212   |

| Nome                      | Votos |
| MOACIR AVILA              | 1.356 |
| VALDOMIRO VEM AI          | 1.025 |
| ORAIDES SOARES            | 913   |
| ROGER NEY                 | 845   |
| GUILHERME ACOSTA          | 765   |
| GILBERTO EBERSOL          | 732   |
| BOIÃO                     | 606   |
| EVOTI LEAL                | 586   |
| DOCILDO COSTA             | 561   |
| EDUARDO FAGUNDES          | 311   |
| BARTOLO                   | 287   |
| ARNO DUMMER               | 251   |
| GOLFINHO                  | 198   |
| NILTON ANTUNES PASSARINHO | 194   |
| RENATO PEREIRA            | 170   |
| BAIXINHO DOS VELOCIMETROS | 117   |
| MARIO BALLESTE            | 99    |
| OCELIO PIRES              | 95    |
| VICTOR FALSON             | 87    |
| ARLEI FARIAS              | 56    |

| Legenda               | Votos |
| Votos na Legenda: PTB | 373   |

| Nome                    | Votos |
| GAÚCHO                  | 1.016 |
| VALDEMAR AIRES          | 354   |
| NERI TEIXEIRA           | 353   |
| GONZAGA                 | 180   |
| ELAINE PINHO            | 179   |
| ICO                     | 167   |
| SERGINHO                | 154   |
| ANTONIO SIMÕES          | 137   |
| FABIANO DÉCIO MEIRELLES | 130   |
| FRANCISCO GONÇALVES     | 128   |
| LUIZ NEI                | 123   |
| JADER BOTELHO           | 118   |
| BADIA                   | 115   |
| PEDRO PEDROSO           | 96    |
| BETO - Z3               | 84    |
| FOLHA                   | 81    |
| NARA MACIEL             | 67    |
| NEDE                    | 55    |
| LUIZ CARLOS             | 54    |
| LUIS RENATO             | 37    |
| PROFESSOR PORTO         | 10    |

| Legenda               | Votos |
| Votos na Legenda: PPS | 399   |

| Nome                       | Votos |
| PROFESSOR EUGENIO          | 572   |
| PROFESSORA CELESTE FLOR    | 199   |
| SIDNEY PEREIRA PIRES       | 127   |
| LUIZ CARLOS GOMES DE ABREU | 50    |
| ZELI CAVALHEIRO DA SILVA   | 47    |
| WILMAR HINZ                | 29    |

| Legenda              | Votos |
| Votos na Legenda: PV | 225   |